# Совместный допрос
Совместный допрос — метод ведения диалога, известный также как «хороший полицейский/плохой полицейский» или «добрый и злой следователь». Метод предполагает участие как минимум трёх людей. В рамках метода они условно называются субъектом переговоров, «хорошим полицейским» и «плохим полицейским». Описываемая техника предполагает, что «полицейским» нужна какая-то информация, которой субъект владеет, но не желает её раскрывать, либо необходимо склонить его к сотрудничеству, на которое он не хочет идти. Метод используется при ведении допроса и переговоров. Он многократно показан в кинематографе и детективной литературе и является кинематографическим штампом.

## Смысл
«Плохой полицейский» занимает противостоящую, агрессивную позицию по отношению к субъекту, выдвигает вопиющие обвинения, угрожает, высказывается уничижительно по отношению к субъекту, всячески выражая антипатию. «Хороший полицейский» ведёт себя противоположным образом. Он выражает симпатию, понимание, готовность поддержать. Он осуждает «плохого полицейского» и защищает субъекта от него. При этом у субъекта должно появиться доверие к «хорошему полицейскому» как к своему спасителю от психологического насилия со стороны «плохого». После достижения этого эффекта субъект намного легче рассказывает «хорошему полицейскому» то, что ранее хотел скрыть.
При ведении переговоров «плохой» занимает непреклонную позицию, выдвигает ультиматумы, требует чрезмерных уступок. «Хороший» разговаривает примирительно, ведёт себя доброжелательно, показывает готовность к диалогу. При этом у субъекта возникает естественное желание общаться с «хорошим» и расположение к нему. Когда «хороший» делает своё деловое предложение, в контрасте с требованиями «плохого» оно выглядит вполне приемлемым. В результате субъект соглашается на такие условия, на которые в спокойной обстановке мог бы не пойти.

## Слабые стороны
Эта техника имеет свои слабые стороны. В некоторых случаях субъект может понять смысл происходящего и не поддаться манипуляции. Давление «плохого полицейского» может привести к отчуждённости со стороны субъекта, что не позволит создать доверительную обстановку впоследствии. Как метод допроса он не отличается быстротой по сравнению с другими альтернативами, так как следователям приходится тратить время на отвлечённые разговоры, вместо того, чтобы задавать вопросы допрашиваемому.